# Ciclone Lehar
A Tempestade Ciclônica Muito Severa Lehar foi um ciclone tropical que afetou principalmente as ilhas Andamão e Nicobar e o estado indiano de Andra Pradexe. Lehar foi o segundo ciclone tropical mais intenso da temporada de 2013, superado pelo ciclone Phailin, bem como um dos dois ciclones relativamente fortes que afetaram o sul da Índia em novembro de 2013, sendo o outro o ciclone Helen.
As origens de Lehar podem ser rastreadas até uma área de baixa pressão que se formou no Mar da China Meridional em 18 de novembro. O sistema derivou lentamente para o oeste e entrou na Baía de Bengala, onde rapidamente se consolidou em uma depressão em 23 de novembro. Moveu-se para oeste-noroeste em um ambiente de melhoria para um maior desenvolvimento antes que o sistema fosse nomeado Lehar em 24 de novembro, depois de se tornar uma tempestade ciclônica e passar pelas ilhas Andaman e Nicobar na Baía de Bengala. Lehar gradualmente se intensificou ainda mais em uma tempestade ciclônica muito severa, equivalente a um furacão de categoria 1 na escala de ventos de furacões de Saffir-Simpson (SSHWS), atingindo seu pico em 26 de novembro, com velocidades de vento sustentadas de 3 minutos de 140 km/h (87 mph) e uma pressão central mínima de 982 mbar (29.0 inHg).
Movendo-se ao longo de um caminho geralmente oeste-noroeste nos dias seguintes, a tempestade passou por uma área com águas mais frias e um cisalhamento vertical moderado do vento. O centro de circulação de baixo nível da tempestade (LLCC) começou a perder sua estrutura, desencadeando uma tendência de enfraquecimento. Lehar rapidamente enfraqueceu para uma Depressão em 28 de novembro e seu LLCC totalmente exposto fez seu segundo desembarque na costa de Andra Pradexe, perto de Machilipatnam. No mesmo dia, foi notado pela última vez como uma área de baixa pressão bem marcada sobre Andra Pradexe.
Uma extensa preparação foi feita após a tempestade pelas autoridades dos distritos costeiros de Andhra Pradesh e Odisha, incluindo a evacuação de 45.000 pessoas em áreas baixas. O rápido enfraquecimento da tempestade antes do desembarque não levou a mortes relatadas e danos mínimos.

## História meteorológica
Em 19 de novembro de 2013, a Agência Meteorológica do Japão informou que uma depressão tropical havia se desenvolvido, cerca de 365 km (227 mi) a oeste de Kuala Lumpur, Malásia. Nos dias seguintes, em 21 de novembro o sistema moveu-se para o oeste-noroeste e mudou-se para um ambiente extremamente favorável, para um maior desenvolvimento, enquanto localizado sobre a Península da Malásia. O sistema foi posteriormente notado pela JMA durante o dia seguinte, quando cruzou 100°E e se mudou para o Mar de Andamão.
Lá, desenvolveu um centro de circulação de baixo nível (LLCC) bem definido. O Joint Typhoon Warning Center (JTWC) emitiu um alerta de formação de ciclone tropical (TCFA) no sistema, assumindo que ele se intensificaria ainda mais à medida que se deslocasse para seções mais quentes da Baía de Bengala. Seguindo para oeste a mais de 08 kn (15 km/h; 9.2 mph), o sistema se intensificou gradualmente nas próximas 24 horas. No início de 23 de novembro, o JTWC classificou o sistema como Tempestade Tropical, designando-o com 05B. Algumas horas depois, o Departamento Meteorológico da Índia (IMD) começou a rastrear esse sistema como uma Depressão. Inicialmente foi atribuído o código BOB 07. No início do dia seguinte, o IMD informou que BOB 07 havia atingido o estado de depressão profunda, e imediatamente depois, eles transformaram BOB 07 em uma tempestade ciclônica, nomeando-o Lehar. Estando localizado em uma área de cisalhamento de vento vertical moderado de cerca de 15 kn (28 km/h; 17 mph), a convecção consolidou-se gradualmente em torno do LLCC, embora sendo ligeiramente deslocada para o noroeste. Mais tarde naquele dia, Lehar desenvolveu um recurso semelhante a um olho de microondas fraco.
Lehar fez seu primeiro desembarque ao sul de Porto Blair, Andamão e Nicobar, no início de 25 de novembro. No entanto, manteve a força. O ciclone se fortaleceu ainda mais e desenvolveu forte escoamento radial, compensando o moderado cisalhamento vertical do vento na região. Após este desenvolvimento, o IMD atualizou Lehar para uma tempestade ciclônica severa. O JTWC também atualizou o sistema para um ciclone tropical de categoria 1 no SSHS com ventos de mais de 65 kn (120 km/h; 75 mph). No entanto, imagens de satélite multiespectrais mostraram que uma densa nebulosidade central profunda estava obscurecendo a circulação de baixo nível. O JTWC tinha pouca confiança na posição da tempestade e não conseguia localizar exatamente seu centro. Lehar continuou a seguir na direção oeste ao longo da periferia de uma cordilheira subtropical. No início de 26 de novembro, o IMD atualizou Lehar para uma tempestade ciclônica muito severa. Enquanto isso, eles alertaram os distritos costeiros de Andhra Pradesh e Odisha sobre chuvas fortes e ventos fortes.

Animação de Lehar cruzando a costa da Índia

Sob a influência do cume subtropical, Lehar continuou a rastrear na direção oeste-noroeste. A tempestade manteve um pico de velocidade média sustentada de 1 minuto de vento de 75 kn (139 km/h; 86 mph). Ao passar por águas mais frias e experimentar cisalhamento moderado do vento vertical de leste, a tempestade começou a perder intensidade. Embora a convecção profunda persistisse ao longo de seu centro bem definido, as imagens de micro-ondas mostravam o ar mais seco, restringindo o fluxo úmido ao longo da periferia sudoeste do sistema. Em 27 de novembro, a convecção em torno do centro da tempestade começou a perder sua organização estrutural. Uma passagem do scatterometer indicou o alongamento do LLCC com o enfraquecimento do campo de vento. Depois disso, Leher rapidamente enfraqueceu em uma Depressão e atingiu o sul de Machilipatnam, Andhra Pradesh, em 28 de novembro. O aumento das forças de atrito levou à degeneração da tempestade em uma área de baixa pressão bem marcada, enquanto se movia para o interior.

## Preparativos e Impacto

### Ilhas Andaman e Nicobar
O ciclone afetou as Ilhas Andaman com fortes chuvas e rajadas. Causou inundações, deslizamentos de terra, bloqueio de estradas, desenraizamento de árvores e danos a edifícios. Mais de duas dúzias de pescadores desapareceram e 2.000 pessoas em Little Andaman e 1.500 em Havelock Island foram evacuadas. Mayabander e Port Blair registraram fortes chuvas de 243 milímetros e 213 mm respectivamente em 24 horas quando o ciclone atingiu a terra firme. Quatro voos provenientes de Chennai com destino a Port Blair foram cancelados devido ao ciclone em 25 de novembro, enquanto 110 km/h (68 mph) os ventos atingiram as ilhas.

### Andra Pradexe

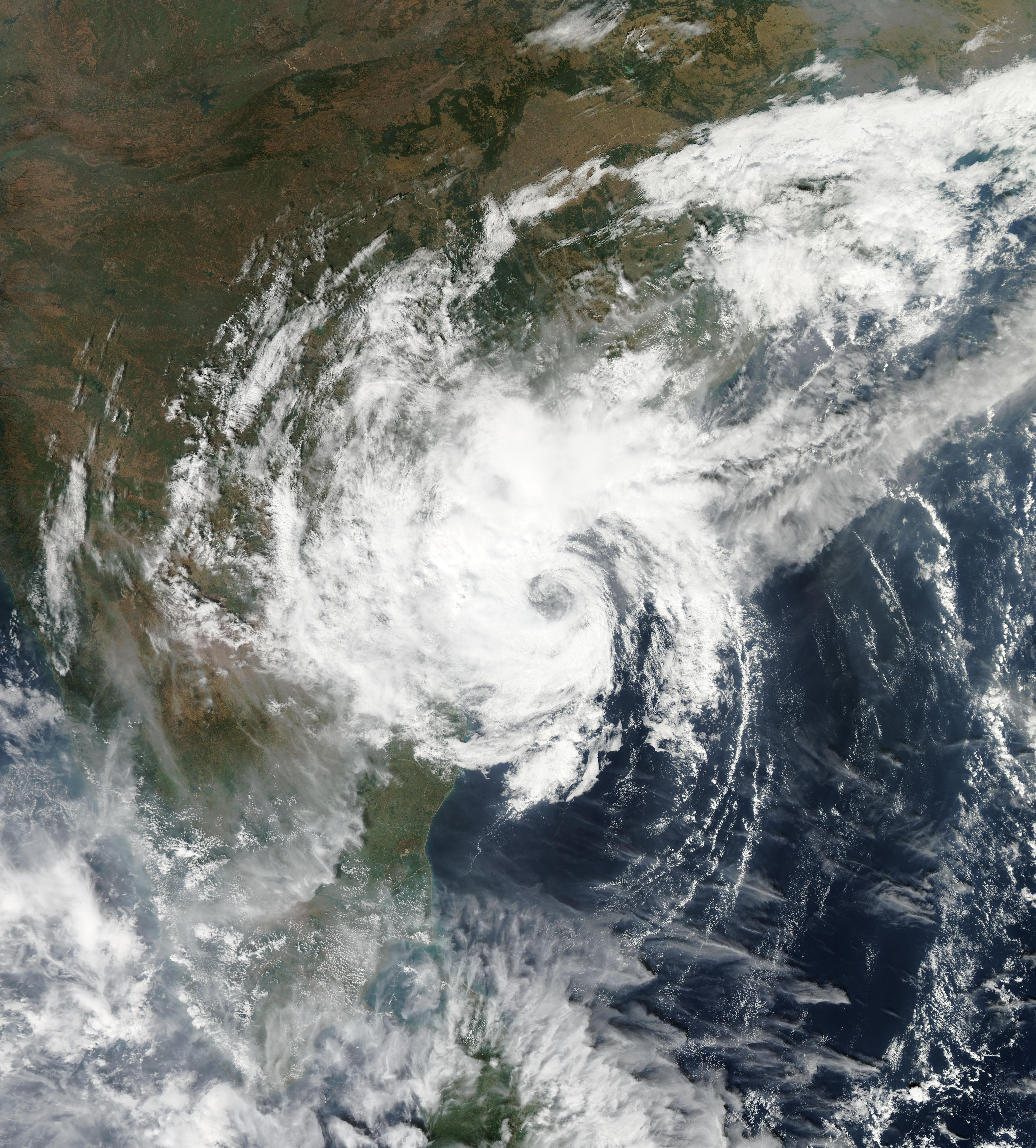
Lehar como uma depressão, pouco antes do desembarque

O governo de Andra Pradexe organizou quatro helicópteros militares enquanto a Força Nacional de Resposta a Desastres (NDRF) deslocou 15 equipes em todo o estado, enquanto outras 15 estavam sendo organizadas para operações de resgate e socorro imediatamente após a tempestade. Os quatro helicópteros foram mantidos em Visakhapatnam. O ministro-chefe do estado, Nallari Kiran Kumar Reddy, disse aos coletores dos distritos de Visakhapatnam, Srikakulam, Vizianagaram e East Godavari para evacuar todas as pessoas que vivem em áreas baixas para terrenos mais altos. As autoridades de saúde estaduais locais foram alertadas sobre um possível surto de doenças devido às chuvas extremamente fortes trazidas pela tempestade. Em 27 de novembro, o governo do estado iniciou as evacuações nos distritos de East Godavari, West Godavari, Krishna e Guntur. Cerca de 45.000 pessoas foram evacuadas no total dos distritos de Guntur, Krishna, East Godavari e West Godavari. Como a tempestade se enfraqueceu rapidamente em uma depressão mínima antes do pouso, nenhuma fatalidade ou danos significativos à propriedade devido a eventos relacionados ao ciclone foram relatados.

### Orissa
O Governo de Orissa pediu a todos os pescadores que voltassem à costa e depois evacuassem para locais mais seguros no dia 25 de novembro. O diretor do Centro Meteorológico de Bhubaneswar pediu aos portos de Paradip e Gopalpur que içassem sinais de perigo em preparação para a tempestade.